# Ovadia Ben Itzhak
Ovadia Ben Itzhak (native: עובדיה בן יצחק) (Ramat-Gan, 1944[forrás?]–) izraeli nemzetközi labdarúgó-játékvezető.

## Pályafutása

### Nemzeti játékvezetés
1980-ban lett az I. Liga játékvezetője. Az aktív nemzeti játékvezetéstől 1989-ben vonult vissza.

### Nemzetközi játékvezetés
Az Izraeli labdarúgó-szövetség Játékvezető Bizottsága (JB) terjesztette fel nemzetközi játékvezetőnek, a Nemzetközi Labdarúgó-szövetség (FIFA) 1984-től tartotta nyilván bírói keretében. Több nemzetek közötti válogatott és klubmérkőzést vezetett, vagy működő társának partbíróként segített. Az izraeli nemzetközi játékvezetők rangsorában, a világbajnokság-Európa-bajnokság sorrendjében az 5. helyet foglalja el 4 találkozó szolgálatával. Az aktív nemzetközi játékvezetéstől 1989-ben a FIFA 45 éves korhatárát elérve búcsúzott. Válogatott mérkőzéseinek száma: 5.

#### Világbajnokság
A világbajnoki döntőhöz vezető úton Mexikóba a XIII., az 1986-os labdarúgó-világbajnokságra, valamint Olaszországba a XIV., az 1990-es labdarúgó-világbajnokságra  a FIFA JB bíróként alkalmazta.

##### 1986-os labdarúgó-világbajnokság

###### Selejtező mérkőzés
| Időpont            | Helyszín                  | Mérkőzés típusa           | Mérkőzés            | Eredmény | Nézők száma |
| ------------------ | ------------------------- | ------------------------- | ------------------- | -------- | ----------- |
| 1985. november 13. | Allmend Stadion, Luzern   | előselejtező (6. csoport) | Svájc–Norvégia      | 1 – 1    | 4500        |
| 1985. április 3.   | Központi Stadion, Craiova | előselejtező (3. csoport) | Románia–Törökország | 3 – 0    | 35 000      |

##### 1990-es labdarúgó-világbajnokság

###### Selejtező mérkőzés
| Időpont            | Helyszín                        | Mérkőzés típusa           | Mérkőzés           | Eredmény | Nézők száma |
| ------------------ | ------------------------------- | ------------------------- | ------------------ | -------- | ----------- |
| 1988. október 12.  | Ali Sami Yen Stadion, Isztambul | előselejtező (3. csoport) | Törökország–Izland | 1 – 1    | 25 680      |
| 1989. november 15. | Espenmoos Stadion, Sankt Gallen | előselejtező (7. csoport) | Svájc–Luxemburg    | 2 – 1    | 2500        |

#### Európa-bajnokság
A női európai labdarúgó torna döntőjéhez vezető úton Olaszország  rendezte az 1993-as női labdarúgó-Európa-bajnokságot, ahol az UEFA JB játékvezetőként foglalkoztatta.

##### 1993-as női labdarúgó-Európa-bajnokság

###### Selejtező mérkőzés
| Időpont         | Helyszín             | Mérkőzés típusa           | Mérkőzés              | Eredmény | Nézők száma |
| --------------- | -------------------- | ------------------------- | --------------------- | -------- | ----------- |
| 1992. május 17. | Thévízi út, Budapest | előselejtező (8. csoport) | Magyarország–Bulgária | 0 – 0    | 200         |

## Magyar vonatkozás
| Időpont          | Helyszín                       | Mérkőzés típusa              | Mérkőzés             | Eredmény | Nézők száma |
| ---------------- | ------------------------------ | ---------------------------- | -------------------- | -------- | ----------- |
| 1988. május 4.   | Népstadion, Budapest           | felkészülési (622. mérkőzés) | Magyarország–Izland  | 3 – 0    | 3700        |
| 1991. október 9. | Sóstói Stadion, Székesfehérvár | felkészülési (657. mérkőzés) | Magyarország–Belgium | 0 – 2    | 7000        |